# Akiko Niwata
Akiko Niwata (庭田 亜樹子, Niwata Akiko), née le 12 septembre 1984, est une joueuse internationale de football japonaise.

## Biographie
Le 19 mars 2003, elle fait ses débuts dans l'équipe nationale japonaise contre la Thaïlande.

## Statistiques
Le tableau ci-dessous présente les statistiques de Akiko Niwata en équipe nationale
| Équipe du Japon | Équipe du Japon | Équipe du Japon |
| Année           | Matchs          | Buts            |
| --------------- | --------------- | --------------- |
| 2003            | 1               | 0               |
| Total           | 1               | 0               |